# Joseph Joestar
Joseph Joestar ( ジョセフ ジョースタ?, Josefu Jōsutā ) è il protagonista della seconda serie del manga Le bizzarre avventure di JoJo di Hirohiko Araki, e ricopre importanti ruoli nella terza e quarta serie.
È figlio di George Joestar II e della maestra delle onde concentriche Lisa Lisa/Elisabeth Joestar, è il nonno di Jotaro Kujo Insieme al nipote, è il JoJo a fare più apparizioni nel corso dei vari archi narrativi (dal secondo al quarto e nell'ottavo), oltre a comparire anche nei videogiochi tratti dal manga.

## Storia

### Seconda serie: Battle Tendency
(Joseph Joestar a Straitso)
Joseph all'età di 13 anni salva l'amico di famiglia Speedwagon da un rapimento mostrando e contemporaneamente scoprendo di aver ereditato la forza delle onde concentriche da suo nonno Jonathan, ma non certo i suoi modi da gentiluomo: il giovane JoJo infatti ha spesso un atteggiamento arrogante e irrispettoso verso chiunque al di fuori di sua nonna Erina ed è un inguaribile attaccabrighe. Infatti, prima degli eventi della storia, è stato imprigionato per ben sette volte ed è stato espulso dalla sua scuola a causa di una rissa. Nel 1938 si trasferisce da Londra a New York con sua nonna ma non fa in tempo ad abituarsi alla frenetica vita della città americana poiché si troverà ad affrontare Straitso, divenuto vampiro dopo aver indossato la Maschera di Pietra. JoJo lo sconfigge facilmente, dimostrando ancora una volta la sua abilità con la tecnica delle onde concentriche, ma Straitso, in punto di morte, lo mette in guardia riguardo a una nuova terribile minaccia legata alla Maschera di Pietra.
L'anno seguente, in una base segreta nazista in Messico, si risveglia Santana un misterioso essere non umano definito come "Uomo del Pilastro". Joseph, che si stava dirigendo proprio in quella direzione con l'intento di investigare per far luce sulle ultime parole di Straitso, affronta e umilia nel deserto Commando Donovan, una spia nazista inviata con l'obiettivo di catturarlo, e una volta raggiunto il bunker si trova faccia a faccia col temibile "Uomo del Pilastro", che riuscirà a neutralizzare, dopo una cruenta lotta, con l'aiuto del maggiore Von Stroheim. Questo tuttavia non è che l'inizio delle sue disavventure. Decifrando le incisioni rinvenute nel luogo in cui era stato scoperto il corpo "ibernato" di Santana, si scopre che a Roma esistono altri tre "Uomini del pilastro" che secondo un'antica profezia stanno per risvegliarsi: sono i creatori delle maschere di pietra, e il loro obiettivo è impadronirsi della Pietra Rossa dell'Asia, necessaria per il funzionamento di una speciale maschera che li renderà immuni alle sole cose che possono danneggiarli: il sole e le onde concentriche.
Joseph e Speedwagon si recano quindi in Italia, dove incontrano Caesar Antonio Zeppeli, nipote italiano di Will A. Zeppeli, come il nonno esperto guerriero concentrico. Dopo alcuni screzi iniziali i due diventano amici e, dopo aver assistito al risveglio degli altri tre Uomini del Pilastro, chiamati Wamuu, Esidisi e Kars, verranno allenati da una misteriosa donna, Lisa Lisa, (ovvero la madre di Joseph, Elizabeth Joestar) a Venezia per affinare il potere delle onde concentriche. Joseph deve completare i duri allenamenti e sconfiggere i suoi nemici in meno di un mese, poiché in seguito al loro primo incontro Wamuu e Esidisi, per essere sicuri che JoJo tornasse ad affrontarli, lo avevano sottoposto al rito della fede nuziale della morte, applicando con i loro poteri due anelli avvelenati alla gola e al cuore del ragazzo che per non morire dovrà sconfiggere entrambi e bere l'antidoto che portano con sé prima che il veleno entri in circolo, entro un mese appunto.
Prima della scadenza di tale termine, tuttavia, i nemici passano all'attacco. Esidisi raggiunge infatti l'isola in cui Joseph e Caesar si stanno allenando e uccide Loggins, uno dei maestri che aiutavano Lisa Lisa nell'addestramento dei due ragazzi. Quest' ultimo scopre che è Lisa Lisa a custodire la Pietra Rossa dell'Asia. JoJo è quindi costretto ad affrontarlo e riesce a sconfiggerlo, bevendo anche la sua dose di antidoto. Eisidisi non è però morto, e con le sue ultime forze prende il controllo del corpo di Suzie Q, serva di Lisa Lisa, che usa per inviare la Pietra Rossa a Kars. JoJo e Caesar unendo le forze riescono a sconfiggerlo definitivamente salvando la ragazza (che si innamora di Joseph) e insieme a Lisa Lisa si gettano all'inseguimento della preziosa Pietra.
I tre protagonisti si dirigono quindi in Svizzera, dove hanno scoperto essere diretto il pacchetto contenente la pietra. Qui JoJo ritrova il maggiore Stroheim, che credeva morto in seguito allo scontro con Santana, trasformato in una specie di cyborg, e non senza qualche riserva uniscono le loro forze per fermare Kars e Wamuu. Dopo un primo veloce scontro con Kars gli eroi riescono a rientrare in possesso della Pietra Rossa, e scoprono il nascondiglio dei loro nemici: un vecchio castello abbandonato. Caesar, avventatamente, si addentra da solo nel covo, dove si scontra violentemente con Wamuu. Il giovane guerriero ha la peggio, ma prima di morire riesce a strappare l'antidoto all'avversario e a farlo arrivare a Joseph, che però giura di non berlo finché non avrà vendicato l'amico. JoJo e Whamoo si sfidano quindi in una spettacolare e violentissima corsa delle bighe, che ha in palio la pietra rossa, mentre Lisa Lisa affronta in duello Kars. Joseph vince e abbatte Wamuu (il quale aveva maturato nei confronti suoi e di Caesar un profondo rispetto), ma Lisa Lisa è colpita a tradimento da Kars, che le sottrae la Pietra Rossa. Mentre JoJo cerca disperatamente di trarre in salvo la maestra, che ancora ignora essere sua madre, Kars indossa la Maschera di Pietra resa completa dalla Pietra Rossa, diventando l'"Essere perfetto".
Dopo un lungo e rocambolesco inseguimento aereo, lo scontro finale, durante il quale Joseph perde una mano, ha luogo sull'isola di Vulcano, dove JoJo riesce infine a sconfiggere Kars, sfruttando l'energia liberata da un'eruzione per spedirlo letteralmente nello spazio, dove congelerà trasformandosi in un meteorite.
Creduto da tutti morto, Joseph si ripresenta agli amici proprio durante il suo funerale, rivelando di essersi nel frattempo sposato con Suzie Q.

### Terza serie: Stardust Crusaders
(Tipica esclamazione ricorrente di Joseph)

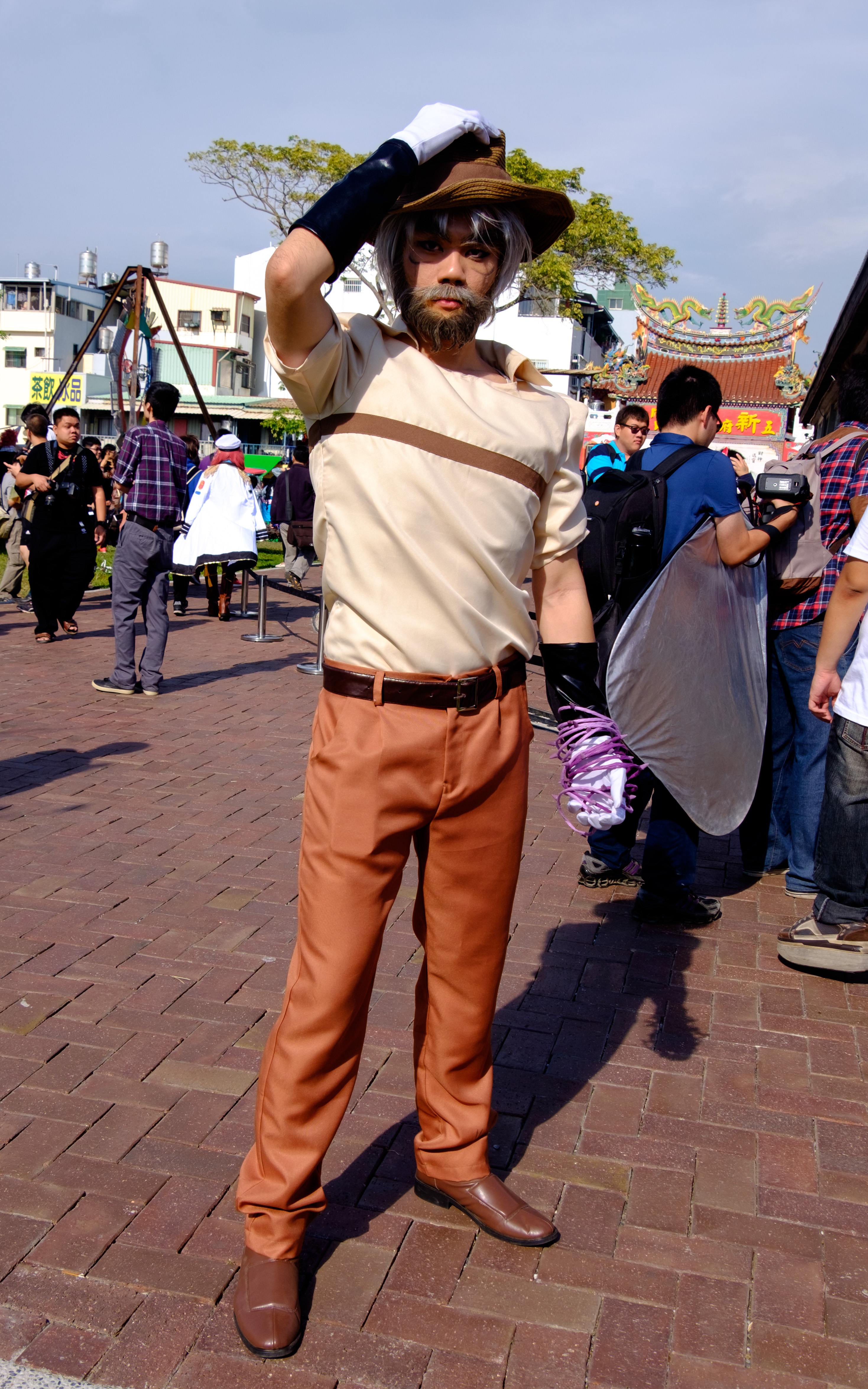
Cosplay di Joseph Joestar da anziano

Joseph, chiamato da sua figlia Holly, si reca da suo nipote, Jotaro Kujo, che aveva deciso di rimanere in prigione pensando di essere diventato un demonio. Con l'aiuto di un suo compagno, l'indovino egiziano Mohammed Abdul, convincono il nipote a uscire dalla prigione, dopo avergli spiegato che non era diventato un demonio ma che aveva ottenuto un potere nuovo invisibile a chi non avesse lo stesso tipo di potere (verrà chiamato Stand), lo convincono ad aiutarli in un'impresa pericolosa: affrontare il ritorno del vampiro Dio Brando, che al termine della prima serie de Le bizzarre avventure di JoJo, Phantom Blood, si era impossessato del corpo del nonno di Joseph, Jonathan Joestar, per rimpiazzare il proprio corpo, distrutto dallo stesso Jonathan. Ai tre protagonisti, tutti dotati di poteri simili si aggiungeranno altri durante il viaggio, infatti lo stesso Brando invierà numerosi sicari con chiari intenti omicidi, deciso a non correre rischi e farla finita con la famiglia Joestar.
Più volte Joseph si troverà in pericolo con nuovi avversari:
- La torre grigia (Tower of Grey), anche se non duellerà direttamente con lui l'avversario ucciderà il pilota dell'aereo dove stava combattendo facendo precipitare Joseph e gli altri.[8]
- La forza (Strength) verrà sopraffatto senza comprendere chi era il suo avversario, Jotaro salverà lui e il gruppo intero. Nell'occasione il nemico, un orango, controllava l'intera nave dove erano saliti.[9]
- L'imperatrice (Emperess), l'avversario verrà affrontato dal solo Joseph, l'attacco del nemico consiste nel prendere controllo di parte del corpo di Joestar, crescendo dal suo braccio sinistro. L'anziano avrà la meglio strappando la parte nemica dal suo corpo.[10]
- La ruota della fortuna (Wheel of fortune), lo stand avversario è un'auto che cercherà in tutti i modi di contrastare l'intero gruppo, Joseph compreso.
- L'innamorato (Lovers), il suo minuscolo stand entrerà nel corpo dell'anziano e qualunque dolore il portatore patirà il danno che lo stand infliggerà a Joseph sarà maggiore.
- Bastet, che trasformerà lui e Abdul in due potenti magneti e che verrà sconfitta dai due.
- Osiride, ruberà la sua anima e quella di Polnareff, e solo Jotaro riuscirà a salvarli.

Durante la battaglia finale contro Dio scopre il segreto dello Stand del nemico e lo comunica a Jotaro, venendo però mortalmente ferito da Dio che in seguito berrà il suo sangue per controllare meglio il corpo di Jonathan, in quanto suo unico parente rimasto in vita. Verrà riportato in vita da Jotaro tramite una trasfusione di sangue e un massaggio cardiaco eseguito da Star Platinum.

### Quarta serie: Diamond is Unbreakable
Nel 1999 un anziano e acciaccato Joseph si reca nella cittadina di Morio-cho per incontrare il figlio illegittimo Josuke Higashikata, avuto anni prima da una relazione occasionale con la studentessa Tomoko Higashikata. Nonostante la differenza di età e le difficoltà iniziali (il ragazzo si sente abbandonato dal padre) i due alla fine in qualche modo si riappacificano. Nel corso della serie Joseph adotta una bambina trovata per le strade di Morioh, che grazie al suo stand può diventare invisibile.

## Personalità
Durante le varie serie la personalità di Joseph Joestar cambia: inizialmente sbruffone, sicuro di sé, utilizza l'astuzia in battaglia riuscendo a prevedere anche cosa diranno gli avversari, con il passare del tempo la sua astuzia diventa saggezza, ma viene più volte sopraffatto dagli avversari e salvato da suo nipote, infine durante le sue ultime apparizioni si mostra molto invecchiato, perdendo la sua antica lucidità: nonostante ciò, durante il rocambolesco salvataggio di Shizuka Joestar, dà prova di avere ancora una certa prontezza di spirito. Il suo hobby è collezionare fumetti, che mantiene anche da anziano, il suo colore preferito è il blu oltremare, il suo animale preferito è il cane e detesta le mucche perché sbavano. I suoi cibi preferiti sono il pollo fritto ed il chewing gum. La sua donna ideale è vivace e carina, non ha importanza se non è intelligente. Gli piace ascoltare musica (nella terza e nella quarta serie lo si può vedere spesso con un Walkman) e vedere i film. Detesta gli orientali e spesso si ritrova suo malgrado coinvolto in situazioni imbarazzanti. Da giovane aveva uno spiccato senso della giustizia e non perdonava neanche i piccoli soprusi, meno che mai quelli di origine razzista. L'unica persona verso cui nutriva un timore reverenziale era sua nonna Erina. Picchiò anche chi aveva informato sua nonna della morte (poi rivelatasi non tale) del suo amico Speedwagon per i modi bruschi.

## Poteri ed abilità
Joseph possiede fin dalla nascita l'abilità di sviluppare le Onde Concentriche, abilità ereditata dal nonno Jonathan e sviluppata grazie all'addestramento di Lisa Lisa e del suo servitore Loggins. Ha mostrato la capacità di immedesimarsi con il proprio avversario tanto da riuscire ad anticipare le sue mosse ed addirittura le sue frasi.

### Stand
Hermit Purple, il nono arcano maggiore dei tarocchi corrispondente a "L'eremita", è uno Stand a lungo raggio conosciuto anche come lo stand degli utilizzatori di onde, poiché permette il perfetto utilizzo delle onde, in più, anche se raramente, Araki ha confermato in un'intervista che coloro che hanno appreso l'arte delle onde possono avere la capacità di avere anche due stand (Hermit Purple e un secondo). Si manifesta come dei rovi violetti che escono dalla mano destra del portatore. È dotato del potere della "vista remota", vale a dire la percezione e la ricerca di cose lontane. Può anche essere utilizzato come conduttore per le onde concentriche emanate dal portatore. Nonostante a prima vista sia una stand dotata di scarso potere combattivo, si tratta di una Stand da non sottovalutare data la sua incredibile duttilità che permette a Joseph di usarla in qualsiasi situazione. Giova in tutto ciò la straordinaria sagacia di Joseph che riesce ad usarla in modi creativi per togliersi dalle situazioni pericolose.